# 迪倫施泰因山
47°47′08″N 15°03′34″E / 47.7855556°N 15.0594444°E

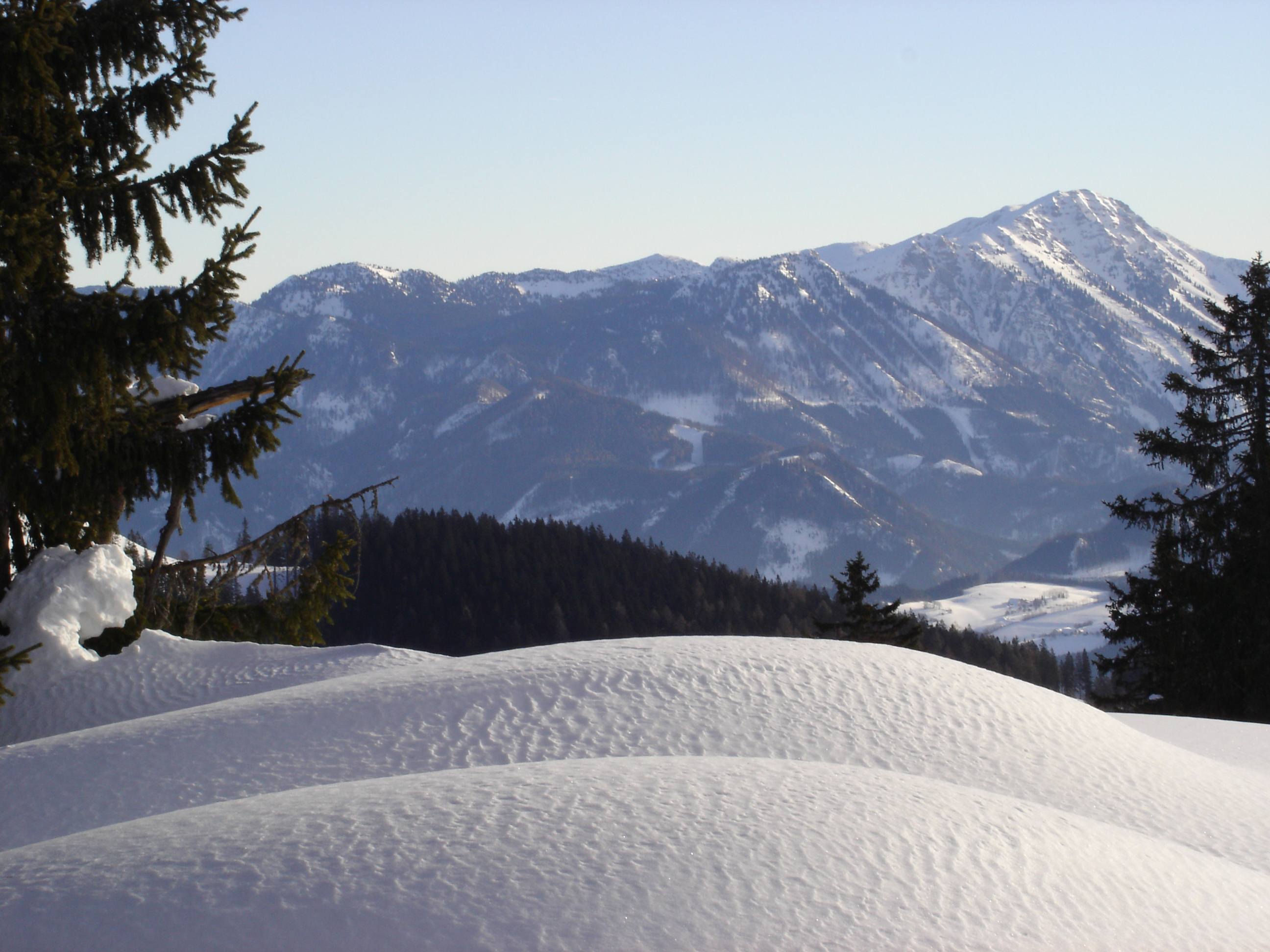

迪倫施泰因山（德語：Dürrenstein），是奧地利的山峰，位於該國東北部，由下奧地利州負責管轄，屬於伊布斯阿爾卑斯山脈的一部分，距離克羅伊泰林山11.2公里，海拔高度1,878米。